# Eudynamys
Az Eudynamys a madarak osztályának kakukkalakúak (Cuculiformes) rendjébe, valamint a kakukkfélék (Cuculidae) családjába és a valódi kakukkformák (Cuculinae) alcsaládjába tartozó nem.

## Rendszerezés
A nem az alábbi 3 faj tartozik:
- ázsiai koel (Eudynamys scolopacea)  vagy  (Eudynamys scolopaceus)
- feketecsőrű koel (Eudynamys melanorhyncha)
- ausztrál koel (Eudynamys cyanocephala)
- hosszúfarkú koel (Eudynamys taitensis) vagy  (Urodynamis taitensis)